# Maynard II
 (septembre 2022).
Maynard II, né au Xe siècle et mort le 15 juillet 1009 est un bénédictin normand, deuxième abbé du Mont Saint-Michel de 991 à 1009 également abbé de l'Abbaye Saint-Sauveur de Redon.
À la mort de son prédécesseur Maynard 1er, la présence du duc de Normandie Richard II aux obsèques, hâta l’élection qui devait donner un nouveau pasteur au monastère, en nommant un successeur à son premier abbé.
La vie exemplaire et le caractère élevé, dans lesquels se reflétaient les vertus de Maynard, désignaient au suffrage du couvent son homonyme et son neveu : aussi, ce fut celui que le choix canonique éleva à cette dignité dont il remplit les devoirs, à la satisfaction de ses moines, sous le nom de Maynard II.
Ce prélat consola les religieux de la perte qu’ils venaient d’éprouver en la personne de son oncle par ses vertus de et les témoignages de vénération que leur monastère reçut de tous côtés. Dès l’année même, Mayeul, abbé de Cluny en Bourgogne, leur donna, du consentement de ses religieux, plusieurs vignes en Touraine, et Conan Ier, duc de Bretagne, y fut inhumé dans la chapelle Saint-Martin de l’église abbatiale, sur le vœu qu’il en avait exprimé dans son testament. Respectueux des volontés de son père, et suivant l’inspiration de sa propre piété, Geoffroy, fils et successeur du duc, témoigna lui-même sa dévotion envers ce lieu saint, par la donation qu’il lui fit, en 996, des paroisses de Saint-Méloir, de Saint-Benoît-des-Ondes, et de Cancale, avec le patronage des églises.
Ce fut au milieu de ces prospérités que s’accomplit pour l’abbaye du Mont Saint-Michel la fin du Xe ; le XIe siècle s’ouvrit pour lui par des calamités. L’apparition, durant trois mois, d’une comète d’une extrême clarté dut sembler aux esprits superstitieux le présage funèbre des malheurs qui fondirent bientôt sur ce monastère. Un incendie ayant éclaté dans les maisons bâties sur le versant du rocher, les flammes s’élevèrent vers les édifices réguliers, les enveloppèrent dans leurs tourbillons, et les réduisirent en cendres. Seule la cellule de Bernier échappa à leur action dévastatrice. Grossie par des pluies abondantes, la Sélune déborda ses rivages et se creusa un lit si profond qu’elle offrit quelque temps une barrière infranchissable aux nombreux pèlerins que leur piété guidait vers le Mont Saint-Michel.
Ces calamités firent briller la patience de l’abbé Maynard et de ses religieux. Heureux d’avoir pu sauver de l’église tous les objets de prix et de sainteté, vases, ornements et reliquaires, ils se mirent avec ardeur à réparer les ravages de l’incendie. Un corps de logis pour l’habitation des moines et une petite église semblable à la première, sortirent des décombres des anciennes constructions. L’observance conserva toute sa régularité : telle fut même la pureté de la vie de ces cénobites, que l’un des prélats les plus distingués de cette époque, Norgot, évêque d’Avranches, voulut en partager la sainteté.
Le jour de la fête saint Michel 1007, Norgot, ayant assisté aux solennités du matin, se disposait à prendre sur son lit quelque repos jusqu’à ce que les ténèbres de la nuit, encore épaisses, se fussent évanouies. S’étant approché en ce moment d’une fenêtre, sa frayeur fut extrême en apercevant le mont Saint-Michel enveloppé de lumière, comme s’il eût été la proie des flammes. Il appela aussitôt ses serviteurs, mais plusieurs ne distinguèrent pas les clartés dont étaient frappés les yeux des autres. Cependant l’évêque, certain que le Mont avait été le théâtre d’un nouveau désastre, récita l’office des morts avec les chanoines accourus à sa voix ; montant ensuite à cheval, il se dirigea avec eux vers le couvent où, à leur grand surprise, ils trouvèrent tout dans l’ordre le plus parfait et le calme le plus profond. Ignorant la cause d’un phénomène fréquent sous les cieux polaires, mais très rare dans ces climats, Norgot ne put s’expliquer ces lueurs boréales que par la descente lumineuse de l’Archange sur le Mont consacré à son culte et, frappé par la pensée de ce prodige, il déposa la crosse et la mitre pour revêtir en ce lieu la bure claustrale, et s’y consacrer entièrement à la vénération de saint Michel.
Lorsque l’abbé Maynard comprit, par sa vieillesse avancée, qu’il atteignait les limites de la vie, il songea à faire élire le successeur aux mains duquel il désirait confier la direction de son troupeau. Ce fut sur Hildebert 1er, désigné aux suffrages par ses vertus monastiques, que s’arrêta le choix du couvent. L’abbé, immédiatement après cette élection, députa un de ses moines vers Richard pour lui en faire agréer la nouvelle.
Connaissant les mérites de Maynard et d’Hildebert, celui-ci ratifia cette nomination par une charte. La dignité abbatiale de ce monastère ne resta donc pas vacante lors de la mort de Maynard, qui fut, d’après un manuscrit du XIVe siècle, inhumé dans un petit jardin situé près du chœur de l’église monastique.